# Hjørring
 Denne artikel handler om selve byen Hjørring. Ordet Hjørring bruges ofte også som en kort betegnelse for Hjørring Kommune.
Hjørring er den største by i Vendsyssel med 25.908 indbyggere  (2025), beliggende i Sankt Catharinæ-, Sankt Hans Sogn og Sankt Olai Sogn. Den er hovedby i Hjørring Kommune og ligger i Region Nordjylland. Byen har et Seminarium, hospital og domshus og er handelsby for især det vestlige og centrale Vendsyssel, der er et rimeligt tæt befolket område.
Der lå oprindelig gennemskåret af en lille bæk kaldet "Strømmen" der gav navn til Strømgade. Hjørring er speciel som købstad, idet den ikke har en havn som mange andre større byer. I centrum af byen findes Springvandspladsen, hvor Østergade, Strømgade, Søndergade og Jernbanegade mødes. Strømgade er en gågade der forbinder Springvandspladsen med Sct. Olai Plads. Østergade blev i 2008 gjort til gågade, og her findes bl.a. byens shoppingcenter Metropol. 
Hjørring ligger ca. 50 km nord for Aalborg, ca. 30 km vest for Frederikshavn, 13 km sydøst for Hirtshals, ca. 20 km nordøst for Løkken, ca. 60 km sydvest for Skagen. Fra byens midte er der veje til de andre større byer: Aalborgvej, Frederikshavnsvej, Hirtshalsvej, Løkkensvej og Sæbyvej.

## Etymologi
Hjørring nævnes tidligst på en brakteat fra midten af 1100-tallet (Heringa), dernæst i Kong Valdemars Jordebog (1200-tallet) i formen Jhoringy (fejl for Hj-) og i den oldnordiske Knýtlingesaga omkring 1260 i formen (í) Jorungi. Navnets oprindelse må betegnes som uvis, men et bud er at det består af to dele: Hjórr (der betyder et sværd) og af en typisk endelse for gamle danske byer (-ing).

## Historie

### Oldtid
Helt fra jernalderen har den isolerede bakkeø, hvorpå de centrale dele af Hjørring nu ligger, været beboet. Der har været godt med kilder så man altid havde vand til rådighed. Det er blevet en central beliggenhed pga. at der udgår to åer her. Dermed har man kunne gå tørskoet til Hjørring flere steder fra. Hjørringområdet er derfor blevet et naturligt mødested for områdets befolkning.
Oldtidsminder
I alt ca. 100 fredede, bl.a.
- Femhøje beliggende over for Hjørring Gymnasium, fem gravhøje, hvoraf den sidste blev sløjfet i 1937; i den forbindelse afdækkede man 3 nu fredede bronzealdergrave.
- På den nye kirkegård findes 8 af de for Nordjylland, og især for Vendsyssel, karakteristiske stensatte jernaldergrave, der har givet gode fund, navnlig af keramik, fra ældre og yngre romersk jernalder.

Sløjfede oldtidsminder:
I alt ca. 450 kendte, bl.a.
- 24 høje, heraf 6 i en gruppe på Bjergene og 5 ved Aldershøj, de andre mere spredt. Fra den nordligste af Klokhøjene ved Aldershøj stammer et rigt gravfund fra jernalderen med bronzeskål, lerkar og 3 guldfingerringe, 2 sølvringe m.m.

Øst for byen er der fundet en jernalderboplads. Ved Hjørring er der fundet 3 guldbrakteater. Fundene er udstillede på Vendsyssel Historiske Museum.

### Middelalderen
Det kan ikke fastlås helt præcist, hvornår et egentligt bysamfund er opstået. Byen er utvivlsomt Vendsyssels ældste købstad, og har, trods sin ringe udstrækning, haft en vis betydning igennem hele middelalderen. Omkring 1147-1150 blev der slået mønt i byen. En funden brakteat bærer omskriften Heringa, som er den latinske betegnelse for Hjørring. Gennem hele middelalderen holdtes det gamle sysselting her, og byen blev også mødested for gejstligheden. Meget tyder desuden på, at biskoppen af Vendsyssel i hvert fald i 1100-tallet har haft til huse i byen. Den tidligere gård Bistrupgård hed tidligere Biskopstorp og var biskopperne over Vendelboe- eller Aalborg stifts residens, når de boede i Hjørring.
Allerede i tidlig middelalder fik byen hele 3 kirker: Sankt Hans, Sankt Olai og Sankt Annæ Kapel. Ved Sankt Olai Kirke fandtes Sankt Olai kilde eller Korskilden. Desuden fandtes, dengang sydvest for byen, et Sankt Knuds Hellig Kors kapel i tilknytning til en gennem lange tider besøgt helligkilde. I dag er der et anlæg kaldet Sct. Knuds Kilde. I slutningen af 1400-tallet stiftedes endvidere i tilknytning til Sankt Catharinæ kirke et Sankt Annæ kapel, til hvilket der sandsynligvis har været knyttet et hospital. Byens fornemste borgere samledes med udenbys stormænd i et Sankt Knuds Gilde med eget gildehus, og den ret talrige gejstlighed mødtes i et særligt gilde, der ligeledes havde eget hus.
Det ældste kendte privilegiebrev udstedtes af kong Erik 4. Plovpenning den 31. marts 1243 og tilstod byen de samme rettigheder som Viborg. Af et brev fra 24. april 1408 fremgår, at en vis Wichmand Andersen, bymand, skøder en gård i byen til dronning Margrete 1.. Christian 1. tog 28. februar 1459 byen i sin beskyttelse. Privilegierne bekræftedes ved nye breve af 19 april 1484, 30. oktober 1505, 23. september 1514. Gennem brevet af 1505 får man et indtryk af byens udstrækning: det middelalderlige bysamfund lå stadig omkring de tre kirker på toppen af bakkeøen. Sysseltinget og forsamlinger af områdets gejstlige har undertiden kaldt mange folk til byen og således givet omsætning til byens handlende og håndværkere.

### Renæssancen
1500-tallet er en tilbagegangsperiode. Sysseltingets virke ophører engang i 1520'erne, og ved reformationen forsvinder de rige klostre i Børglum (se Børglum kloster) og Vrejlev (se Vrejlev kloster) som utvivlsomt har haft forretningsforbindelser med byen. Også Clementsfejden blev dyr for Hjørring, idet borgerne måtte betale svære løsesummer og erstatninger. Omkring 1570 har en voldsom brand formentlig hærget byen. Ved en sammenligning af skatteudskrivningerne fra byerne i Vendsyssel fremgår det at både Skagen og Sæby i denne periode har været rigere og større end Hjørring. 1548-53 var Hjørring på ny bisperesidens, og et hus til bispen indrettedes på det gamle præstegildes grund. En latinskole blev oprettet ifølge kongebrev af 24. maj 1549 på tilskyndelse af biskop Oluf Chrysostomus; den havde sit lokale i et stenhus, der lå i østmuren omkring Sankt Kathrine Kirkegaard. Byens privilegier stadfæstedes under hyldningshøjtidelighederne i Viborg i 16. juni 1584, og 1. august 1590 indskærpede kongen, at ønskede en borger at sælge sin ejendom i byen, skulle den først tilbydes en anden borger og ikke en udenbys. Ved samme lejlighed fik borgerne endvidere ret til at handle i Aalborg by og omegn, og der blev givet tilladelse til at afholde torvedag hver torsdag.
I 1602 hærgede pesten, og i 1627-29 lå de kejserlige tropper indkvarteret i byen (ritmester Schirstedts kompagni). I 1644 blev byen besat af svenske tropper, og efter krigen indkvarteredes danske soldater. 1647 opstod atter en voldsom brand, der lagde 17 gårde øde, og 1657-58 var byen på ny besat af fjendtlige tropper, som udsultede befolkningen ved udskrivninger og indkvarteringer. Øvrigheden opgjorde byens udgifter i forbindelse med Karl Gustafkrigene til ca. 11.000 rigsdaler.
Byen fik sine privilegier stadfæstet 1604, 1648 og i 1651 henlagdes det såkaldte Alhedemarked, der hidtil havde været afholdt 2 mil fra byen, til Hjørring. Forholdene i byen var imidlertid så fattige, at man afskaffede den gamle magistrat og lagde hele øvrighedsmagten i hænderne på byfogeden.

### Under enevælden
Endnu i denne periode formåede byens handlende at holde en vis omsætning, og selv om man ikke havde direkte adgang til havet, lå det ikke længere borte end at byens købmænd kunne nyde godt af skudehandel.
I 1672 havde byen 782 indbyggere, men det gik endnu mere tilbage i det 18. århundrede, og i 1769 havde den 596 indbyggere, og Danske Atlas kalder den "en liden By og ringe Landstad".
Indførslen af konsumtionsafgiften i 1672 indebar et alvorligt smæk for byens handel; omegnens bønder drog ikke længere til Hjørring for at afsætte deres varer men foretrak at handle direkte med de fremmede købmænd der anløb vestkystens bopladser (Lønstrup, Løkken, Blokhus m.fl.). Flere handlende flyttede i denne periode fra byen, og 1715 fandtes der kun 76 familier tilbage, heraf 3 kræmmere, 14 håndværkere, 3 øltappere, 26 avlsbrugere, 8 embedsmænd og 22 uden erhverv. Den 22. juli 1693 og igen i 1702 lagde ildebrande så godt som hele byen i aske. Efter brandkatastrofen i 1702 var der kun 14 huse og 3 lader tilbage fra tiden før 1693.
Som følge af brandene havde staten eftergivet skatterestancer, og man indrømmede sågar over en årrække skattefrihed, men først et godt stykke henne i 1700-tallet begyndte byen atter at komme få fode. For byens erhvervsliv fik landbruget større og større betydning. Byen havde fra gammel tid et betydeligt jordtilliggende, og stigende jordpriser i 1700-tallet sidste halvdel medførte fremgang. I 1739 nedlagdes den lille latinskole.
1702 flyttedes Horns og Vennebjerg herredsting til Hjørring, og 1778 blev byen sæde for en distriktskirurg, ligesom man i 1794 fik apotek. Større betydning fik imidlertid at Hjørring, som resultat af kongelig resolution af 4. september 1793, blev amtmandssæde (se Hjørring Amt), og at der 1. januar 1801 åbnedes en amtstue. Dette medførte at folk fra oplandet hyppigt fik ærinde i byen, og dette øgede omsætningen. Endnu et par brandkatastrofer ramte byen henimod slutningen af 1700-tallet, men konsekvenserne var langt mindre end tidligere.
Krigen 1807-1814 satte en stopper for kysthandelen med Norge, og der gik flere år inden den kunne genoptages. Dette gav byen en ny chance, idet omegnens bønder nu på ny fattede interesse for at afsætte deres produkter i Hjørring. Da kysthandelen blev genoptaget opførte driftige borgere, bl.a. konsul Christian H. Nielsen, egne pakhuse på kystpladserne. Landbrugets opblomstring efter krisen i 1820erne fik stor betydning for byen, og i denne periode begynder en vis industri at præge byen. Der fandtes et stort rebslageri, farverier, et par jernstøberier og fra 1842 et trykkeri, fra hvilket Hjørring Amtstidende fra 1843 udgik. Fremgangen gav sig udslag i et øget befolkningstal; i 1801 havde byen 744 indbyggere, 1850 var der 1914. En vigtig forudsætning for denne udvikling var også udbygningen af vejnettet der forbedrede kontakten med oplandet. 1844-46 anlagdes chausséen til Løkken, byens gamle udskibningshavn. 1845-1849 byggedes chausséen til Aalborg og Frederikshavn. I de samme år forbedredes postforbindelsen, og i 1857 åbnedes telegrafen. 1844 grundlagde man til støtte for erhvervslivet en sparekasse, og i 1855 begyndte Diskontobanken sin virksomhed. I 1872 genåbnede latinskolen.
I takt med den økonomiske udvikling udvidede byen sit areal. Først bebyggedes området mod øst langs den nuværende Strømgade og Østergade, siden til alle sider. 1819 indtraf endnu en brandkatastrofe der ødelagde bygningerne langs Østergades søndre side. I 1843 forærede Christian 8. den i 1821 anlagte plantage til byen; denne fik navnet Christiansgave. Tabet i forbindelse med flytningen af Horns herredsting til Frederikshavn i 1815 opvejedes af tilgangen af Børglum herredsting i 1825.

### Den tidlige industrialisering
Den økonomiske vækst tog for alvor fart omkring 1850, og inden år 1900 var befolkningstallet mere end firedoblet. Gadenettet blev udvidet, og den 15. august 1871 åbnedes jernbanen mellem Aalborg og Frederikshavn, hvorefter eksporten gik over denne by. Nye jernstøberier og maskinfabrikker oprettedes foruden spinderier og klædefabrikker. 1883 begyndte bryggeriet Vendia (overtaget af Ceres 1964, nedlagt 1989), 1884 blev Kyppers hotel grundlagt (navnet ændret i 1947 til Hotel Phønix), 1890 åbnedes en tobaksfabrik, og i 1891 etableredes andelssvineslagteriet (lukket 2005). Byen fik elektricitetsværk i 1896.
Hjørring havde omkring år 1900 7 markeder hvert år: 1 i januar med heste, 2 i marts med heste og kvæg, 1 i maj og 1 i juni med heste, samt 1 i september og 1 i oktober med kvæg og får. Der var torvedag hver lørdag, i november og december tillige hver onsdag; desuden hver anden lørdag i marts, april, maj og juni samt hver lørdag fra oktober til jul med levende kreaturer. Hver mandag var der marked i forsamlingsbygningens gård med levende kreaturer.
Af fabrikker og industrielle anlæg havde byen i 1872: 4 jernstøberier, 3 dampbrænderier, 1 ølbryggeri, 1 dampmølle og et dermed forbundet dampbageri, 1 bogtrykkeri, 1 tobaksfabrik. Af fabrikker og industrielle anlæg havde byen omkring århundredeskiftet: 3 dampbrænderier og gærfabrikker (henholdsvis 22, 16 og 9 arbejdere), 1 dampvæveri (80 arbejdere), 2 spinderier og kludefabrikker med farverier (henholdsvis 28 og 22 arbejdere), 2 svineslagterier (henholdsvis 34 og 30 arbejdere; i det ene, "Hjørring Amts Andelsslagteri", slagtes årlig 50.000 svin), 2 jernstøberier og maskinfabrikker (henholdsvis 80 og 30 arbejdere), et bayersk ølbryggeri (28 arbejdere, årlig produktion omkring 10.000 tønder bayersk og hvidtøl), 3 dampbagerier, 1 aktiemejeri, 1 tobaksfabrik, 2 maskinsnedkerier, 1 savskæreri, 3 mineralvandsfabrikker, 1 sukkervarefabrik, 3 cementstøberier, 3 bogtrykkerier, med mere.
I Hjørring blev udgivet to aviser: Vendsyssel Tidende og Hjørring Amtstidende.
Hjørrings befolkning var stigende i slutningen af 1800-tallet og begyndelsen af 1900-tallet: 1.914 i 1850, 2.190 i 1855, 2.807 i 1860, 3.250 i 1870, 4.308 i 1880, 6.055 i 1890, 7.901 i 1901, 8.794 i 1906 og 9.473 i 1911.
Efter næringsveje fordeltes folkemængden 1890 i følgende grupper, omfattende både forsørgere og forsørgede: 619 levede af immateriel virksomhed, 333 af jordbrug, 81 af gartneri, 2 af fiskeri, 2.381 af industri, 1.238 af handel, 950 af forskellig daglejervirksomhed, 255 af deres midler, 185 nød almisse, og 11 sad i fængsel. Ifølge en opgørelse i 1906 var indbyggertallet 8.794, heraf ernærede 476 sig ved immateriel virksomhed, 757 ved landbrug, skovbrug og mejeridrift, 3 ved fiskeri, 4.634 ved håndværk og industri, 1.739 ved handel med mere, 362 ved samfærdsel, 409 var aftægtsfolk, 255 levede af offentlig understøttelse og 159 af anden eller uangiven virksomhed. Handel, håndværk og agerdyrkning var ´byens hovednæringsveje. Den havde med sit store opland en temmelig betydelig handel. Indførslen foregik for største delen over Frederikshavn.

### Mellemkrigstiden
Gennem mellemkrigstiden var Hjørrings indbyggertal voksende og desuden skete en mindre forstadsudvikling i Sankt Hans Sogn.
| År                               | 1916  | 1921   | 1925   | 1930   | 1935   | 1940   |
| -------------------------------- | ----- | ------ | ------ | ------ | ------ | ------ |
| Hjørring købstad                 | 9.993 | 10.945 | 11.093 | 11.126 | 11.714 | 12.384 |
| Sankt Knuds by i Sankt Hans Sogn | -     | -      | 480    | 265    | 277    | 382    |
| Aalborgvej i Sankt Hans Sogn     | -     | -      | *      | 243    | 304    | 403    |
| Hjørring med forstæder           | 9.993 | 10.945 | 11.573 | 11.634 | 12.295 | 13.169 |

Ved folketællingen i 1930 ernærede 849 af byens 11.126 indbyggere sig ved immateriel virksomhed, 4.159 ved håndværk og industri, 1.949 ved handel mm, 768 ved samfærdsel, 677 ved landbrug, skovbrug og fiskeri, 979 ved husgerning, 1.506 var ude af erhverv og 239 havde ikke oplyst indkomstkilde.
| Næringsveje            | Landbrug m.v. | Håndværk, industri | Handel og omsætning | Transport | Immateriel virksomhed | Hus- gerning | Ude af erhverv | Uangivet | I alt  |
| ---------------------- | ------------- | ------------------ | ------------------- | --------- | --------------------- | ------------ | -------------- | -------- | ------ |
| Hjørring købstad       | 677           | 4.159              | 1.949               | 768       | 849                   | 979          | 1.506          | 239      | 11.126 |
| Sankt Knuds by         | 33            | 156                | 15                  | 28        | 2                     | 10           | 20             | 1        | 265    |
| Aalborgvej             | 9             | 114                | 43                  | 27        | 0                     | 16           | 34             | 0        | 243    |
| Hjørring med forstæder | 719           | 4.429              | 2.007               | 823       | 851                   | 1.005        | 1.560          | 240      | 11.634 |

### Efterkrigstiden
Efter 2. verdenskrig fortsatte Hjørring sin befolkningsvækst. Samtidig skete der en yderligere vækst i forstadsbebyggelserne i Sankt Hans-Sankt Olai Kommune.
| År                     | 1945   | 1950   | 1955   | 1960   | 1965   |
| ---------------------- | ------ | ------ | ------ | ------ | ------ |
| Hjørring købstad       | 13.346 | 14.093 | 14.591 | 15.038 | 15.421 |
| Sankt Knuds by         | 354    | 445    | 462    | 487    | 510    |
| Aalborgvej             | 429    | 717    | 1.102  | 1.421  | 1.847  |
| Løkkensvej             | -      | -      | 63     | 85     | 154    |
| Skagensvej             | -      | -      | -      | -      | 667    |
| Hjørring med forstæder | 14.129 | 15.255 | 16.218 | 17.031 | 18.599 |

Gennemgribende bysaneringer i 1960'erne medførte en fuldstændig nedrivning af kvarteret omkring Fiskerbakken og Bassingade syd for Sankt Olai Kirke til fordel for parkeringspladser.
I 1970 erstattedes det nedlagte Hjørring Amt af Nordjyllands Amt, der blev nedlagt og erstattet af det nuværende Region Nordjylland (siden 1. januar 2007).
Den statslige egnsudviklingspolitik fik betydning for byen, idet Hærens Materielkommando (HMAK) i 1971 flyttedes til byen. I byens østlige udkant ligger et stort industriområde som for en stor del er præget af metalindustri.

### 21. århundrede
Med åbningen af motorvejen mellem Hjørring og Brønderslev i 2002 blev byen forbundet med resten af det europæiske motorvejsnet. I 2007 lavedes Østergade om til gågade, og i 2008 indviedes byens nye indkøbscenter Metropol, som bl.a. huser det meget moderne folkebibliotek, samt i byens østlige ende en ny svømmehal Vandhuset.

## Geografi

### Hjørrings bydele
- Bagterp
- Gammel Højene
- Hjørring Vestby / Herregårdsparken / Lundergård
- Højene
- Sct. Knuds By
- Ulvegravene
- Vester Bagterp

## Historiske Bygninger

### Amtmandsboligen
Amtmandstoften, opført 1910 (arkitekt Hack Kampmann). Foran amtmandsboligen er 1951 opstillet en tyrebrønd (udført af Jan Buhl), skænket af Sparekassen for Hjørring By og Omegn.

### Bistrup
Den nu nedlagte gård Bistrup (1466 Bestrvp) har vel ligget på den nuværende Østergade. Den tilhørte i middelalderen Børglumbispen og lå endnu i 1800-tallet uden for det egentlige byområde; muligvis har den forbindelse med en gammel kongsgård som blev afhændet til bispestolen. 1510 omtalt som Bistrup bispegård. Ved reformationen kom Bistrup under kronen, men har sikkert været temmelig forfalden; i hvert fald anvendtes den ikke til bispebolig da bispen over Vendelbo stift, den i Hjørring fødte Oluf Chrysostomus, tog bolig i byen. Bortmageskiftet 1573 som en fæstegård til Otte Eriksen Banner til Asdal og Bangsbo (død 1585). 1642 tilhørte den Jochum Beck til Gladsax i Skåne (død 1682) og kom fra ham under Odden, hvorunder den hørte omkring 1800.

### Hjørrings kirker

#### Sankt Catharinæ Kirke
Hjørrings største kirke er korskirken Sankt Catharinæ kirke (viet til Sankt Catharina af Alexandria) i nærheden af byens gamle torv. Den består af en senromansk kerne af teglsten, men domineres af senere om- og tilbygninger. Disse er:
- sengotisk kor i øst
- sakristi i nord
- kapel i syd
- tårn i vest
- treskibet nordfløj (nu hovedskib) fra 1924-26 med våbenhus nordligst på østsiden.

Af den oprindelige romanske teglstensbygning er kun bevaret få rester, men en lille stump af en profileret sokkel med nederste del af en pilaster viser at den har tilhørt den vendsysselske teglstensgruppe, og enkelte krumhugne kvadre kan tyde på, at den har haft en apsis.
I sengotisk tid, formentlig 1. halvdel af 15. århundrede blev det oprindelige korparti erstattet af et tresidet afsluttet kor med "knækket" gavl, men korbuen synes at have været bevaret indtil ca. 1650. Ved korets nordside opførtes et sakristi, og hele kirken fik krydshvælv. Kort efter midten af 15. århundrede opførtes ved sydsiden af skibet et kapel med 8-delt hvælv, Sankt Annæ kapel, der if. en nu forsvunden gravsten var grundlagt af præsten Peder Pedersen, som døde 1489.

#### Sankt Olai Kirke
Sankt Olai Kirke er Hjørrings ældste kirke og viet Hellig Olav. I følge Resens Atlas skal den være opført af Olavs halvbroder Harald, mens en anden tradition, gengivet af magister Albert Thura, siger at den er bygget 1038 af Magnus Olavsøn. Kirken havde i middelalderen betydelige jordbesiddelser, hvilket tyder på at den var byens hovedkirke og muligvis har overtaget et hedensk kultsteds rolle.
Kirken består af en romansk granitkvaderbygning med våbenhus og korbue i munkesten fra gotisk tid. Under kirken er der fundet spor af en eller to kirker af træ. På kirkegården fandt man 1936 en formentlig romansk gravsten formet som et hulkantet gravtræ; den befinder sig nu i Vendsyssel Historiske Museum.

#### Sankt Hans Kirke
Kirken består af et senromansk kor og skib samt et nyere våbenhus. Den er den største og bedst bevarede inden for den vendsysselske gruppe af senromanske teglstenskirker. Koret er for størstedelen opført af granitkvadre og har sikkert oprindelig haft apsis; det er sikkert en del ældre end det rummelige skib, der næsten udelukkende er opført i røde munkesten med mange dekorative elementer i form af den vendsysselske teglstensgruppes vanlige lisener og rundbuefriser, som her er gennemført med stor regelmæssighed.
På skibets væg fremdrog man 1875 et smukt højgotisk kalkmaleri (ca. 1350), som forestiller den hellige Christoffer bærende på Jesusbarnet. Andre kalkmalerier fra samme periode blev atter overhvidtet.
¨

#### Bistrupkirken
Bistrupkirken er den nyeste kirke i Hjørring. Dronning Margrethe II tog det første spadestik til kirken i august 1976. På grunden stod i forvejen Lindevejskirken, der var en gammel vandre kirke af træ. Bistrupkirken blev tegnet af arkitekt Holger Jensen, og blev indviet Palmesøndag de. 19. marts 1978.
Bistrup kirken ligner ikke en traditionel Kirke. Korset sidder øverst på kirketårnet, hvilket signalerer at her ligger en kirke for folket, og ikke et tilfældigt kulturhus.

### Lundergård
Lundergård er navnet på en middelalderlig hovedgård som siden har givet navn til Lundergårdskolen i Hjørrings vestlige del.

### Provstegården
Provstegården i Vestergade, opført 1773-74, er et smukt eksempel på 1800-tallets bindingsværksgårde. Den lange længe er i et stokværk af glat bindingsværk med kvist og pynteligt udskåren gadedør. Provstegården istandsattes 1917 og blev 1943 overtaget af Vendsyssel Historiske Museum.

## Om byen
I Hjørring ligger også Vendsyssels største døgnbemandede Falck-station. Stationen driver bl.a. også Falck-stationen i Hirtshals. Begge stationer har ildløs- og ambulancetjeneste. Station Hjørring driver bl.a. også; sygetransporter for private kunder og Region Nordjyllands patienter, dyreredning, autohjælp og kranvogn, patienttransport i liggende sygevogn, redningsvogn, servicekontor for private abonnenter, Falckklubben og centralværksted for øens vognpark. Station Hjørring beskæftiger ca. 50 mand.
Hjørrings borgmester Arne Boelt er ambulancebehandler på stationen, men har dog orlov, pga. sin politiske karriere.

## Kultur og seværdigheder
Hjørring er en gammel amtsby, derfor er mange uddannelsesmuligheder samt et stort sygehus.
Desuden har Hjørring også en af verdens største fodboldturneringer, nemlig Dana Cup. Dana cup blev startet af en af fodboldklub ved navn Fortuna der stadig ligger i Hjørring og dominerer damefodbold i Danmark. Hjørring er også hjemby for Hjørring revyen.
Byen har desuden et stort militært reparationsværksted, HMAK, som ligger i byens sydlige del.
Hjørring har et rigt og blomstrende kulturliv. I byen ligger Vendsyssel Kunstmuseum indrettet i en nedlagt klædefabrik, Vendsyssel Historiske Museum, Vendsyssel Teater og Vendelbohus. Hjørring har desuden sin egen biograf ved navn MovieHouse Hjørring.

### Naturområder og parker
- Bagterp plantage
- Christiansgave, bypark der har fået sit navn efter at Christian 8. i 1843 donerede arealet til byens indbyggere efter at have besøgt byen.
- Hjørring Bjerge, naturområde med udsigtstårnet Bellevue.
- Svanelunden, en af Hjørrings største parker, grundlagt 1878
- Sct. Knuds Kilde

### Museer
- Vendsyssel Historiske Museum, Museumsgade 3. Museet rummer samlinger fra Vendsyssels arkæologiske fortid og frem til nyere tid.
- Vendsyssel Kunstmuseum, P. Nørkjærs Plads 15. Museet rummer samlinger af bl.a. Poul Anker Bech samt skiftende udstillinger.

### Fodboldklubber
- Vendsyssel FF
- Hjørring IF
- Fortuna Hjørring
- AIK FREM Hjørring
- Bagterp IF
- LIUF
- Skibsby-Højene IF
- Hjørring Futsal Klub

### I oplandet
- Skallerup Klit Feriecenter

## Uddannelse

### Folkeskoler
- Bagterpskolen – ligger i bydelen Bagterp
- Hjørring Private Realskole
- Holmegårdskolen
- Højene Skole
- Lundergårdskolen
- Muldbjergskolen
- Hjørring Ny 10.
- Havlorsminde Ungdomsskole

### Ungdomsuddannelser
- Hjørring Gymnasium og HF
- VUC Nordjylland, Hjørring afdeling, AVU og HF
- EUC Nord (sammenslutning af bl.a. Hjørring handelsskole og Hjørring tekniske skole)
- STU Center Vendsyssel (afdeling af Specialskolen for Voksne, Vendsyssel)

### University College Nordjylland udbyder videregående uddannelser
- Vendsyssel Sygeplejeskole uddanner sygeplejesker
- Hjørring Lærereminarium uddanner folkeskolelærere

### Andet
- Ungdommens Uddannelsesvejledning UU Vendsyssel (Vejledning af Unge om uddannelse)
- Center for Kommunikation og Undervisning – CKU (afdeling af Specialskolen for Voksne, Vendsyssel) (Vinder af europæisk kvalitetspris R4E 2011[kilde mangler])

## Transport
Hjørring har flere transportmuligheder:
- Motorvej, som er forbundet med resten af landets motorvejsnet
- Togforbindelse til Hirtshals (færge til Norge og Færøerne)
- Togforbindelse til Frederikshavn(færge til Sverige)/Skagen
- Togforbindelse til Aalborg/København
- Busforbindelser til bl.a. Løkken, Lønstrup, Tversted, Bjergby og Sæby.
- Hjørring havde tidligere bybusser, men de blev nedlagt i 2015, og regionalbussernes ruter blev ændret så de kunne erstatte dem nogenlunde
- Under 50 minutters kørsel til international lufthavn i Aalborg

## Venskabsbyer
- Kerava, Finland
- Kristiansand, Norge
- Reykjanesbær, Island
- Trollhättan, Sverige

## Kendte danskere med tilknytning til Hjørring
- Ann Eleonora Jørgensen, dansk skuespiller, født i Hjørring 1965
- Axel Møller, dansk arkitekt, født i Hjørring 1862
- Chili Turéll, dansk skuespiller og forfatter, født i Hjørring 1947
- Christian H. Nielsen, politiker, født 1908
- Christian Stokbro Karlsen forfatter og anmelder, født i Hjørring 1975
- Ester Brohus, dansk countrysangerinde og sangskriver, født i Hjørring 1961
- Hanne-Vibeke Holst, dansk forfatter, født i Hjørring 1959
- Henri Nathansen, dansk forfatter (1868-1924), født i Hjørring
- Jens Bruno Hansen, dansk bassanger, født i Hjørring 1960
- Jette Ø. Jeppesen dansk atlet, født i Hjørring 1964
- Johannes Hofmeister kunstner, født i Hjørring 1914
- Johannes Langkilde, dansk journalist og tv-vært, født i Hjørring 1977
- Johnni Gade, radiovært og battlerapper, som i dag arbejder på YouTube, født i 1987
- Knud Hovaldt, solotrompetist, født i Hjørring 1926
- Knud Sørensen, dansk forfatter, født i Hjørring 1928
- Knuth Becker, dansk forfatter, født i Hjørring 1891
- Kristian Riis, dansk guitarist for Nephew, født i Hjørring 1975
- Oluf Chrysostomus, dansk biskop, født i Hjørring ca. 1500
- Oscar Fisker Mølgaard (sv) professionel ishockeyspiller,  født i Hjørring 2005[kilde mangler]
- Per Pallesen (f. 1942), dansk skuespiller, har i en årrække fungeret som direktør og instruktør af Hjørring Revyen
- Peter Schrøder (f. 1946), dansk skuespiller, har siden 2005 fungeret som direktør for Vendsyssel Teater i Hjørring.
- Poul Erik Krogen, historiefortæller, entertainer og pianist, ejer af restaurant "Den sorte gryde" (nu Café Chic)
- Sisse Fisker – gået på Hjørring Gymnasium
- Hans Philip Seri Lagui, dansk musiker, født i Hjørring 1988.

## Film, TV og radio optaget i byen
- Den korte sommer, 1975
- Hjælp - Min datter vil giftes, 1993